# Manlio De Pisa
Manlio De Pisa (Olevano Romano, 6 maggio 1898 – Roma, 30 gennaio 1991) è stato un militare e marinaio italiano, ufficiale della Regia Marina durante la seconda guerra mondiale e ricordato per il suo ruolo nel corso della battaglia di Capo Matapan.

## Biografia
Nacque ad Olevano Romano il 6 maggio 1898, figlio di Agapito e di Mariangela Milana, in un piccolo comune a circa 60 chilometri da Roma; era il fratello minore di Felice (nato a Olevano Romano il 30 novembre 1882), primo ufficiale della Regia Marina caduto nel corso della prima guerra mondiale a bordo del dirigibile M.2 Città di Ferrara l'8 giugno 1915, in mar Adriatico.
Entrò alla Regia Accademia Navale di Livorno giovanissimo e combatté nel corso della grande guerra; nel giugno del 1918, da sottotenente di vascello al comando di una batteria da 203 mm, fu decorato con la medaglia d'argento al valor militare per il suo comportamento negli scontri presso Caposile. Fu ufficiale di stato maggiore e presso la Regia Accademia Navale di Livorno durante gli anni 1920.
Da capitano di corvetta fu, nell'ottobre 1928 all'agosto 1929, comandante in seconda della nave idrografica Ammiraglio Magnaghi (capitano di corvetta Luigi Rubartelli), partecipando alla campagna idrografica in Mar Rosso. Passò quindi nel 1930-1931 al comando del cacciatorpediniere Euro facente parte della squadriglia agli ordini dell'allora capitano di fregata Angelo Iachino.
Da capitano di fregata nel 1935 fu comandante in seconda dell'incrociatore pesante Fiume poi, durante la crisi etiopica, ebbe l'importante comando di Marina Massaua (dall'8 dicembre 1935 al 7 gennaio 1936) e dal 2 febbraio 1936, comandò l'esploratore Tigre stazionato in Mar Rosso unitamente alle altre unità della Divisione Navale dell'Africa Orientale Italiana e, da capitano di vascello, anzianità 1º gennaio 1937, (dopo un periodo alla direzione dell'Istituto Idrografico della Marina di Genova, dall'8 gennaio 1937 al 9 giugno 1938), comandò consecutivamente, tra il 1º settembre 1938 e il 29 marzo 1941, gli incrociatori leggeri Alberto di Giussano (unità di bandiera dall'ammiraglio Angelo Iachino, comandante della neocostituita Divisione scuola comando con sede ad Augusta), Giovanni delle Bande Nere, col quale partecipò all'occupazione dell'Albania il 7 aprile 1939, e l'incrociatore pesante Pola (assunto dal 3 agosto 1939).
Dopo la dichiarazione di guerra a Francia e Gran Bretagna, avvenuta il 10 giugno 1940, al comando del Pola inquadrato nella 2ª Squadra navale, prese parte alle battaglie di Punta Stilo e di Capo Teulada nel luglio e novembre 1940. Il Pola fu seriamente danneggiato la sera del 14 dicembre 1940 da un'incursione aerea britannica mentre si trovava ormeggiato nel porto di Napoli; ebbe anche perdite a bordo e necessitò di importanti riparazioni allo scafo che si protrassero sino al febbraio 1941.
Sempre al comando del Pola partecipò alla battaglia di Capo Matapan tra il 27 e il 29 marzo 1941. Il Pola fu silurato e seriamente danneggiato da un velivolo Fairey Albacore britannico alle 19:50 del 28 marzo, rimanendo completamente immobilizzato e inerme a causa dell'interruzione dell'energia elettrica, spezzato in chiglia; per soccorrere l'incrociatore l'intera I Divisione dell'ammiraglio Carlo Cattaneo invertì la rotta e mosse sul luogo del siluramento, finendo però con l'incappare nel buio nella flotta britannica, assistita dai radar: alle 22:30, nel corso del breve cannoneggiamento che ne seguì, la formazione italiana fu quasi completamente distrutta con l'affondamento di due incrociatori pesanti e altrettanti cacciatorpediniere, provocando la grande sconfitta patita dalla Regia Marina italiana durante la seconda guerra mondiale.
Rimasto estraneo allo scontro, il Pola fu poi avvicinato da cacciatorpediniere britannici nelle prime ore del 29 marzo e quindi colato a picco alle 04:00 con un siluro, dopo essere stato evacuato dall'equipaggio.
De Pisa, con 256 altri membri dell'equipaggio della nave, fu trasbordato e fatto prigioniero dal cacciatorpediniere britannico HMS Jervis e venne internato in Egitto e India sino all'inizio del 1945, quando fu rimpatriato. Altri 400 uomini della nave vennero raccolti in mare dai caccia inglesi nel corso della mattinata e condotti ad Alessandria d'Egitto.
Nel 1946 fu chiamato a deporre presso la Commissione d'inchiesta speciale sulla perdita del Pola; la commissione concluse che l'ufficiale "aveva fatto il possibile per provocare l'affondamento della sua nave e la salvezza del personale", ma la sua carriera militare ebbe di fatto termine, venendo posto in congedo col grado di contrammiraglio.
Sposato con Theresia De Angelis (nota Thea, nata a Roma il 9 giugno 1906 ed ivi deceduta il 12 agosto 1997), crocerossina conosciuta nel 1928 in Eritrea dalla quale ebbe tre figlie, dal dopoguerra visse a Roma senza mai partecipare a commemorazioni o ritrovi di reduci. Morì a Roma il 30 gennaio 1991, all'età di 92 anni.

### Annotazioni
1. ↑  Negli anni 1938-9440 divenne intimo collaboratore dell'ammiraglio Angelo Iachino, che ebbe a bordo della sua nave quale comandante superiore sia sugli incrociatori leggeri Di Giussano e Bande Nere (Divisione scuola) che sull'incrociatore pesante Pola.

### Fonti
1. ↑  Petacco 1995, pp. 106-113.
2. ↑  Capriotti 1965, pp. 185-186.